# Coupe de Chamonix 1909

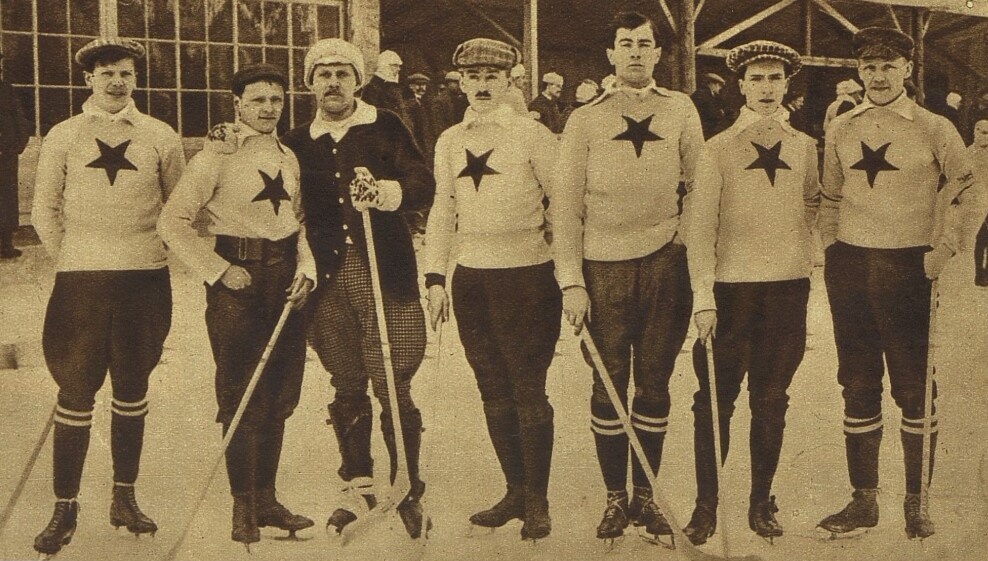
Mannschaftsfoto der tschechischen Mannschaft

Das erste Eishockeyturnier um den Coupe de Chamonix fand vom 23. bis 25. Januar 1909 in Chamonix, Frankreich statt. Der Princes Ice Hockey Club gewann das Turnier mit einer Bilanz von vier Siegen aus ebenso vielen Spielen.

## Turnier

### Spiele
| 23. Januar 1909 | Club des Patineurs de Paris Robert Lacroix (2) Pierre Daniel-Blayn (4) Alfred de Rauch (2) | 8:1 (5:0, 3:1) | České mužstvo akademické Jan Palouš | Chamonix |

| 23. Januar 1909 | Princes Ice Hockey Club Hugo Stonor (2) Albert Macklin | 3:0 (1:0, 2:0) | Club des Patineurs Lausanne | Chamonix |

| 23. Januar 1909 | Club des Patineurs de Paris Pierre Daniel-Blayn | 1:0 (1:0, 0:0) | Fédération des Patineurs de Belgique | Chamonix |

| 24. Januar 1909 | České mužstvo akademické Jaroslav Jarkovský Otakar Vindyš | 2:8 (1:2, 1:6) | Club des Patineurs Lausanne Max Sillig (5) Berdès (3) | Chamonix |

| 24. Januar 1909 | Club des Patineurs Lausanne Max Sillig (4) Megroz Payot | 6:2 (3:2, 3:0) | Fédération des Patineurs de Belgique Jean-Paul Verbeyst Paul Loicq | Chamonix |

| 24. Januar 1909 | České mužstvo akademické | 0:11 (0:4, 0:7) | Princes Ice Hockey Club Harold Duden (6) Albert Macklin (3) Hugo Stonor (2) | Chamonix |

| 25. Januar 1909 | Club des Patineurs de Paris Robert Lacroix (2) Paul Ruinat de Gournier | 3:0 (2:0, 1:0) | Club des Patineurs Lausanne | Chamonix |

| 25. Januar 1909 | Princes Ice Hockey Club Waite (4) | 4:0 (3:0, 1:0) | Fédération des Patineurs de Belgique | Chamonix |

| 25. Januar 1909 | Fédération des Patineurs de Belgique Jean-Paul Verbeyst (3) Maurice Deprez | 4:1 (2:0, 2:1) | České mužstvo akademické | Otakar Vindyš, Chamonix |

| 25. Januar 1909 | Club des Patineurs de Paris Pierre Daniel-Blayn | 1:2 n. V. (0:0, 1:1, 0:0, 0:0, 0:0, 0:1) | Princes Ice Hockey Club Hugo Stonor Harold Duden | Chamonix |

### Abschlusstabelle
| Pl. |                                      | Sp | S | U | N | Tore  | Punkte |
| 1.  | Princes Ice Hockey Club              | 4  | 4 | 0 | 0 | 20:1  | 8:0    |
| 2.  | Club des Patineurs de Paris          | 4  | 3 | 0 | 1 | 13:3  | 6:2    |
| 3.  | Club des Patineurs Lausanne          | 4  | 2 | 0 | 2 | 14:10 | 4:4    |
| 4.  | Fédération des Patineurs de Belgique | 4  | 1 | 0 | 3 | 6:12  | 2:6    |
| 5.  | České mužstvo akademické             | 4  | 0 | 0 | 4 | 4:31  | 0:8    |